# キャプテン・アメリカ 卍帝国の野望
『キャプテン・アメリカ 卐帝国の野望』（原題: Captain America）は、1990年に制作された映画作品。
注釈・邦題の変遷について
本作は下記「概要」に記した通り、日本ではビデオソフトとして初公開された。『キャプテン・アメリカ 卐帝国の野望』とはその際に付けられた邦題だが、現在、各種検索やECサイトでは鍵十字は割愛され『キャプテン・アメリカ 帝国の野望』などと記載されていることが多い。
2020年1月10日にはTCエンタテイメントよりHDマスター化された本編映像およびVHS版の日本語吹替を収録したBlu-ray & DVDソフトが『キャプテン・アメリカ レッド・スカルの野望』として発売される予定であったが、2019年11月7日に発売中止がアナウンスされた。中止の理由については長らく不明であったが、後に権利元がミスで誤って権利をライセンスしてしまった（現在はディズニーが保有している）ことがキャンセルに繋がった要因であったことが明かされた。

## 概要
1941年に刊行を開始した『キャプテン・アメリカ』の生誕50年記念作品。日本では映画館で公開されておらず、1992年10月9日に、ビデオが発売された。

## キャスト
| 役名                                         | 俳優                     | 日本語吹替 | 日本語吹替 |
| 役名                                         | 俳優                     | VHS版      |            |
| -------------------------------------------- | ------------------------ | ---------- | ---------- |
| キャプテン・アメリカ／スティーブ・ロジャース | マット・サリンジャー     | 堀内賢雄   |            |
| レッドスカル                                 | スコット・ポーリン       | 大塚明夫   |            |
| バーナイス・スチュワート／シャロン           | キム・ギリンガム         | 折笠愛     |            |
| トム・キンボール大統領                       | ロニー・コックス         | 嶋俊介     |            |
| サム・コラウェッツ                           | ネッド・ビーティ         | 村松康雄   |            |
| フレミング将軍                               | ダーレン・マクギャヴィン | 藤本譲     |            |
| ルイス大佐                                   | マイケル・ヌーリー       | 中嶋聡彦   |            |
| ロジャース夫人                               | メリンダ・ディロン       | 有馬瑞香   |            |

## スタッフ
- 監督：アルバート・ピュン
- 製作：メナハム・ゴーラン
- 製作総指揮：スタン・リー、ジョセフ・カラマリ
- 脚本：スティーブン・トルキン

### 日本語版スタッフ
- 日本語字幕：菊池浩司
- 日本語吹替版翻訳：日笠千晶
- 日本語吹替版監修：秋元良介